# 基思·布思
基思·尤金·布思（英語：Keith Eugene Booth，1974年10月9日—），美国NBA联盟职业篮球运动员。他在1997年的NBA选秀中第1轮第28顺位被芝加哥公牛选中。